# АТФ синтаза
АТФ синтазата (EC 3.6.3.14) е важен ензим, свързан с продукцията на енергия в живата клетка под формата на аденозинтрифосфат (АТФ). Аденозинтрифосфатът е основна молекула, доставяща химическа енергия за множество биохимични процеси. Ензимът АТФ синтаза катализира реакцията за получаване на АТФ от аденозиндифосфат (АДФ) и неорганичен фосфат (Ф), а необходимата енергия се доставя от приток на водородни катийони, придвижвани по своя електрохимичен градиент. Общата реакция на процеса може да се запише като:
АТФ синтаза + АДФ + Ф → АТФ синтаза + АТФ
АТФ синтазата е ключов компонент за съществуването на почти всички организми. Локализацията на ензима в клетките е във вътрешната митохондриална мембрана при организмите, способни на окислително фосфорилиране и в тилакоидната мембрана на хлоропластите при растенията.